# Багаудинов, Абдула Магомедкамильевич
Абдула Магомедкамильевич Багаудинов (21 января 2003) —  российский спортсмен, специализируется по ушу. Призёр чемпионата России. Кандидат в мастера спорта России.

## Спортивная карьера
Является воспитанником губденской школы ушу, занимается под руководством Магомед-Али Магомедова. В марте 2023 года в Москве стал бронзовым призёром чемпионата России. В начале декабре 2023 года в Ростове-на-Дону, победив в финале Абдулгапиза Яхьяева из Дагестана, стал победителем Первенства России среди юниоров 18-20 лет. В апреле 2024 года в Москве, стал бронзовым призёром чемпионата России. В ноябре 2024 года в составе сборной Дагестана выиграл Кубок России. В начале февраля 2025 года в Каспийске одержал победу на чемпионате Дагестана в честь Героя России Темирлана Абуталимова.

## Спортивные достижения
- Чемпионат России по ушу 2023 — ;
- Чемпионат России по ушу 2024 — ;
- Кубок России по ушу 2024 (команда) — ;